# Cleptometopus niasicus
Cleptometopus niasicus là một loài bọ cánh cứng trong họ Cerambycidae.